# 玉名市立石貫小学校
玉名市立石貫小学校（たまなしりつ いしぬきしょうがっこう）は、かつて熊本県玉名市石貫にあった公立の小学校。
2018年（平成30年）3月末をもって閉校し、「玉名市立玉陵小学校」に統合された。

## 概要
歴史
1874年（明治7年）に創立。2018年（平成30年）に閉校し、144年の歴史に幕を下ろした。
校是
「汗出せ、声出せ、心を耕せ」
校章
桜の花弁を背景にして、中央に校名の「石貫」の文字を配している。
校歌
作詞は仲野俊良、作曲は米山博男による。歌詞は3番まであり、歌詞中に校名は登場しない。
通学区域
玉名市のうち「元玉名、永安寺、大坊、岡、島、上迫間、下迫間、向迫間、栗崎団地」であった。中学校区は玉名市立玉陵中学校であった。

## 沿革
- 1874年（明治7年） - 「石貫小学校」および「富尾小学校」が創立。
- 1884年（明治17年） - 2校（石貫・富尾）が合併し「錦川小学校」に改称。牟田分校を設置。
- 1889年（明治22年）4月1日 - 町村制施行により、玉名郡2村（石貫・富尾）が合併の上、「石貫村」が発足。
- 1892年（明治25年） - 統合により「石貫尋常小学校」（尋常科4年）に改称
- 1905年（明治38年）4月 - 高等科（2年制）を併置の上、「石貫尋常高等小学校」（尋常科4年・高等科2年）に改称。
- 1908年（明治41年）4月 - 改正小学校令により、尋常科（義務教育年限）が4年制から6年制に改められる。従来の高等科1・2年が尋常科5・6年に改められるため、高等科を廃止し「石貫尋常小学校」（尋常科6年）に改称。
- 1910年（明治43年）4月 - 高等科（2年制）を併置の上、「石貫尋常高等小学校」（尋常科6年・高等科2年）に改称。
- 1941年（昭和16年）4月1日 - 国民学校令施行により、「玉名郡石貫村石貫国民学校」に改称。尋常科を初等科に改める。
- 1947年（昭和22年）4月1日 - 学制改革が行われる（六・三制の実施）。
  - 国民学校初等科は、新制小学校「石貫村立石貫小学校」に改組・改称。
  - 国民学校高等科は青年学校普通科とともに、新制中学校「月瀬村玉名村石貫村組合立 錦水中学校」に統合。
- 1954年（昭和29年）4月1日 - 3町9村の合併により「玉名市」が発足。「玉名市立石貫小学校」（最終名）に改称。
- 1958年（昭和33年）4月1日 - 中学校の統合により、中学校区が玉名市立玉陵中学校に変更となる。
- 2008年（平成20年）4月 - 2学期制を導入。
- 2018年（平成30年）
  - 3月31日 - 統合のため閉校。144年の歴史に幕を下ろした。
  - 4月1日 - 玉名市立小学校6校（石貫・梅林・小田・玉名・月瀬・三ツ川）が統合し、「玉名市立玉陵小学校」が新設される。校地・校舎は玉名市立玉陵中学校に併設され、「玉陵学園」として小中一貫教育を開始した。
  - 石貫小学校の校舎は改築の上、跡地には「玉名市文化財収蔵庫（玉名市文化財管理センター）」が整備されている[3]。

## 交通アクセス
最寄りのバス停留所
- 九州産交バス 「廣福禅寺入口」停留所

最寄りの幹線道路
- 熊本県道・福岡県道4号玉名八女線

## 周辺
- 玉名カントリークラブ
- 石貫簡易郵便局
- 石貫熊野座神社
- 繁根木川（一級河川）